# Artemis (satélite)
Artemis (Advanced Relay TEchnology MISsion) es un satélite de comunicaciones experimental europeo perteneciente a la ESA lanzado para probar nuevas tecnologías de comunicación, formando parte del sistema EGNOS.
Fue lanzado el 12 de julio de 2001 por un Ariane 5 desde Kourou. Debido a un fallo de la etapa superior del cohete Ariane 5, Artemis no alcanzó la órbita de transferencia geoestacionaria prevista. Se estableció un plan de recuperación, que consistió en el uso de los cuatro motores iónicos (de 20 mN de empuje cada uno, alimentados por una reserva de 40 kg de xenón) que llevaba el satélite para hacerlo llegar hasta la órbita geoestacionaria. Los motores iónicos no estaban pensados para ese fin (su fin era el hacer pequeñas correcciones de posición una vez que Artemis hubiese alcanzado su órbita definitiva), y la maniobra de recuperación duró 18 meses, hasta que el 31 de enero de 2003 se declaró que el satélite había alcanzado la órbita prevista. El satélite tenía suficiente combustible químico como para mantenerse operacional durante 10 años.
Entre sus instrumentos, Artemis porta el experimento de comunicación por láser Sílex, un enlace interorbital en banda S, un retransmisor en banda Ka y una antena y retransmisor en banda L para servicios móviles.